# 南北协商论坛
南北協商論壇（英語：North/South Consultative Forum）是一個計劃在愛爾蘭島上舉行的公民論壇。

## 概述
南北協商論壇被設想為《貝爾法斯特協議》的一部分。該論壇被設想為一個獨立的協商論壇，由愛爾蘭政府和北愛爾蘭行政部門任命，“由社會夥伴和在社會、文化、經濟和其他問題方面具有專業知識的其他成員組成”，並代表民間社會。
愛爾蘭政府贊成南北協商論壇的創建，作為2006年聖安德魯斯協議的一部分，北愛爾蘭行政部門也支持其成立。自 2007年以來，南北部長理事會的每次會議都提出了建立該論壇的問題。然而，由於北愛爾蘭行政部門尚未準備好關於北愛爾蘭公民論壇的報告，該論壇的創建被推遲了。
在創建南北協商論壇之前，愛爾蘭政府於2009年10月至2011年1月期間在都柏林的法姆林斯莊園召開了三場“南北協商會議” 。與會者來自愛爾蘭共和國的公民社會各部門和北愛爾蘭。
在2012年6月15日的南北部長理事會全體會議上，理事會“注意到南北協商論壇的背景和近期發展，並同意在下一次的南北部長理事會全體會議上解決這個問題。下次會議的日期定於2012年11月2日。在2012年11月的會議上，南北部長理事會「注意到南北協商論壇的當前立場，並同意在未來的南北部長理事會全體會議上審查這個問題。」2013年7月的全體會議進一步推遲了一項決定。截至2015年，該問題在聯合公報中僅註明為“部長們注意到南北協商論壇的當前立場”。